# Deák Ferenc tér

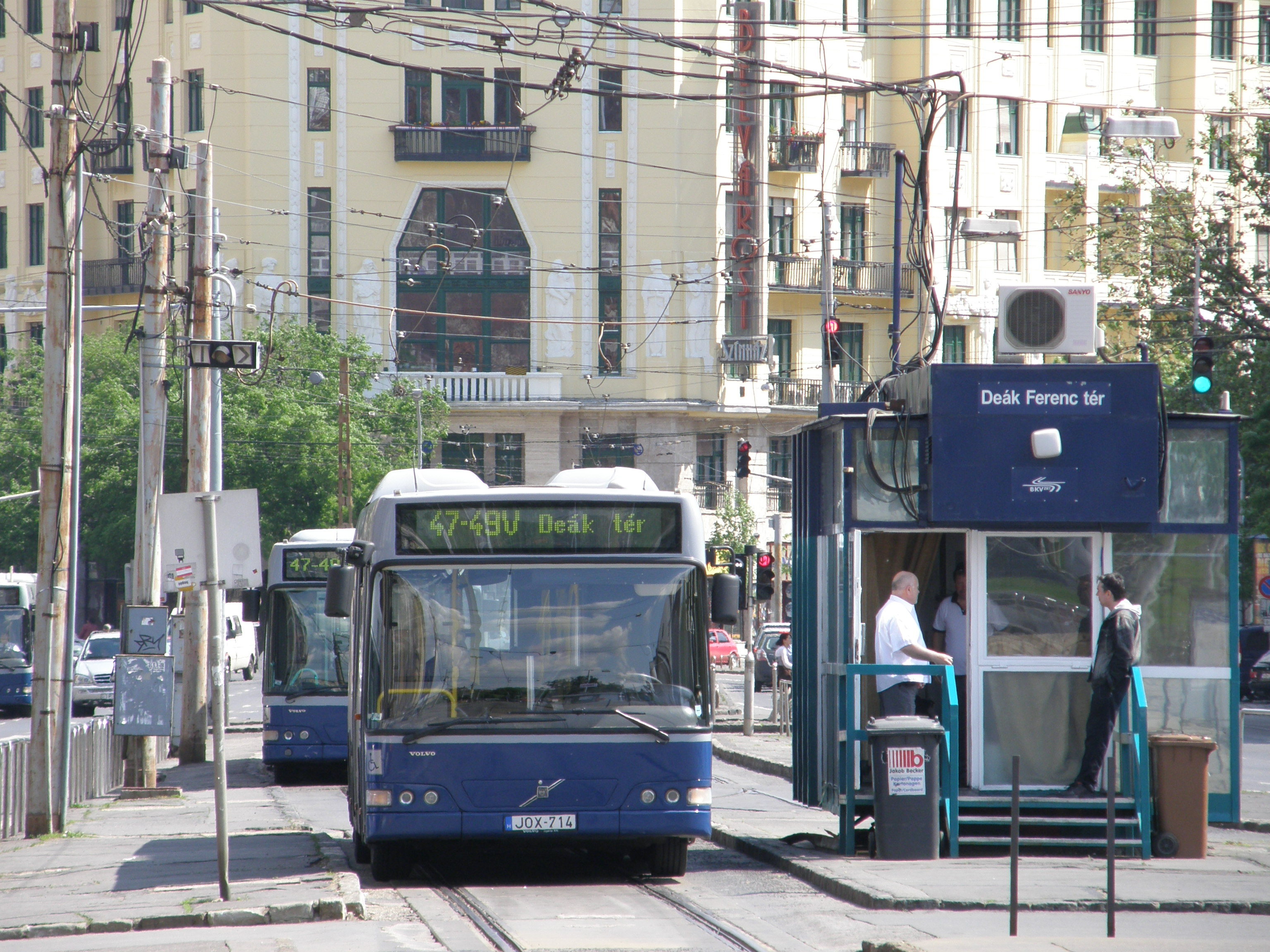
Autobus Volvo na zastępującej tramwaje linii 47-49V na pętli Deák Ferenc tér

Deák Ferenc tér (pol. Plac Ferenca Deáka) – plac w centrum Budapesztu. Ważny węzeł komunikacyjny miasta – znajduje się tutaj pętla tramwajów linii 47 i 49 oraz główny węzeł budapeszteńskiego metra. Pod placem znajduje się stacja Deák Ferenc tér, gdzie krzyżują się trzy linie podziemnej kolejki.

## Najważniejsze budowle
- Deák tér 2.: Była siedziba firmy ubezpieczeniowej Adria[1]
- Deák tér 4.: Ewangelicka plebania i gimnazjum[2]
- Deák tér 5.: Kościół ewangelicki[3]
- Deák tér 6.: Pałac Anker[4]
- pomnik Gábora Sztehlo, pastora ewangelickiego (odsłonięty 25.09.2009)[5]
- Földalatti Vasúti Múzeum, (Muzeum Milenijnej Kolei Podziemnej)[6]

## Galeria

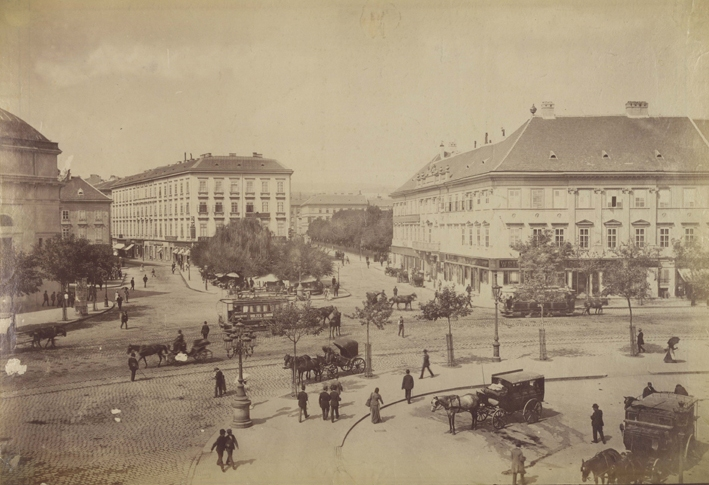
Deák tér w latach 90. XIX w. na zdjęciu Györgya Klösza
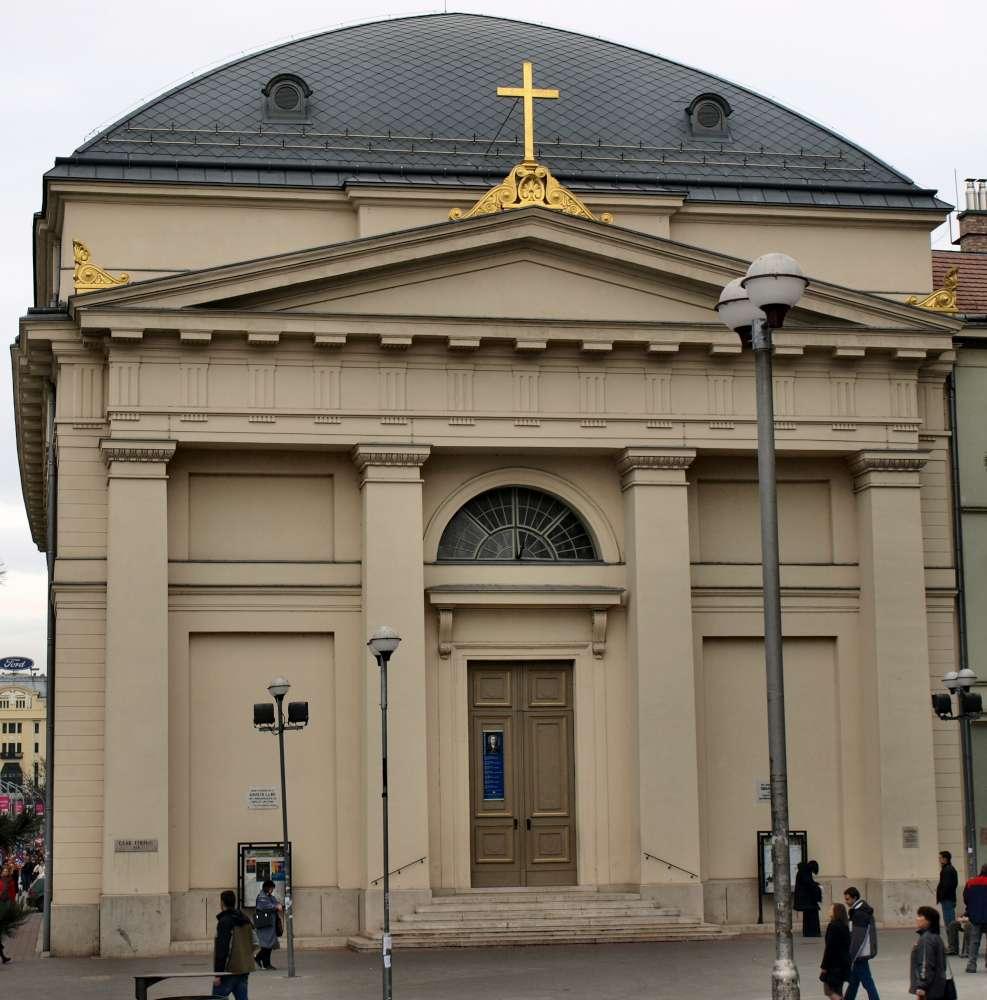
Wejście do kościoła ewangelickiego
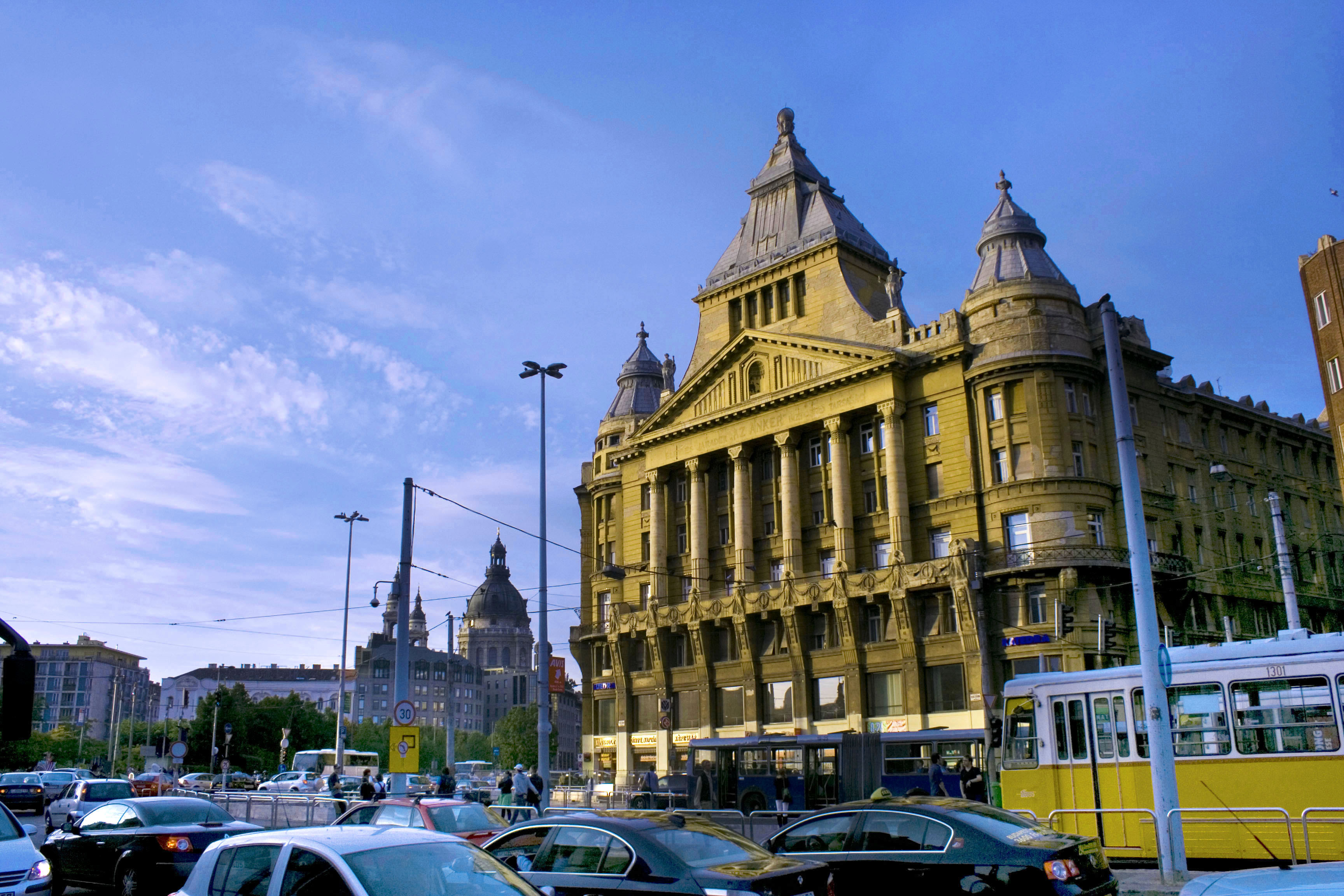
Z prawej pałac Anker, z tyłu kopuła bazyliki Św. Istvána
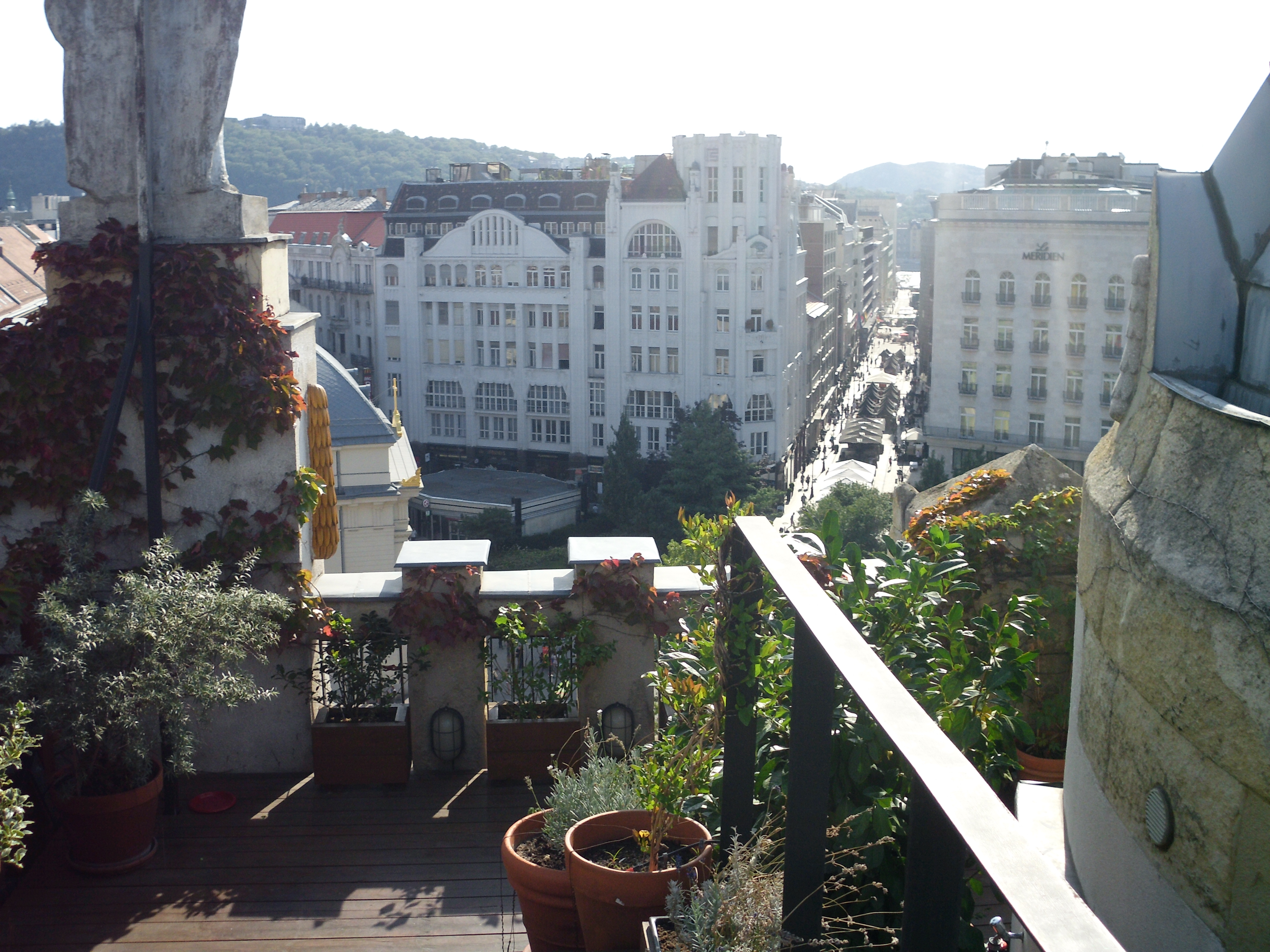
Widok na plac z dachu kościoła ewangelickiego
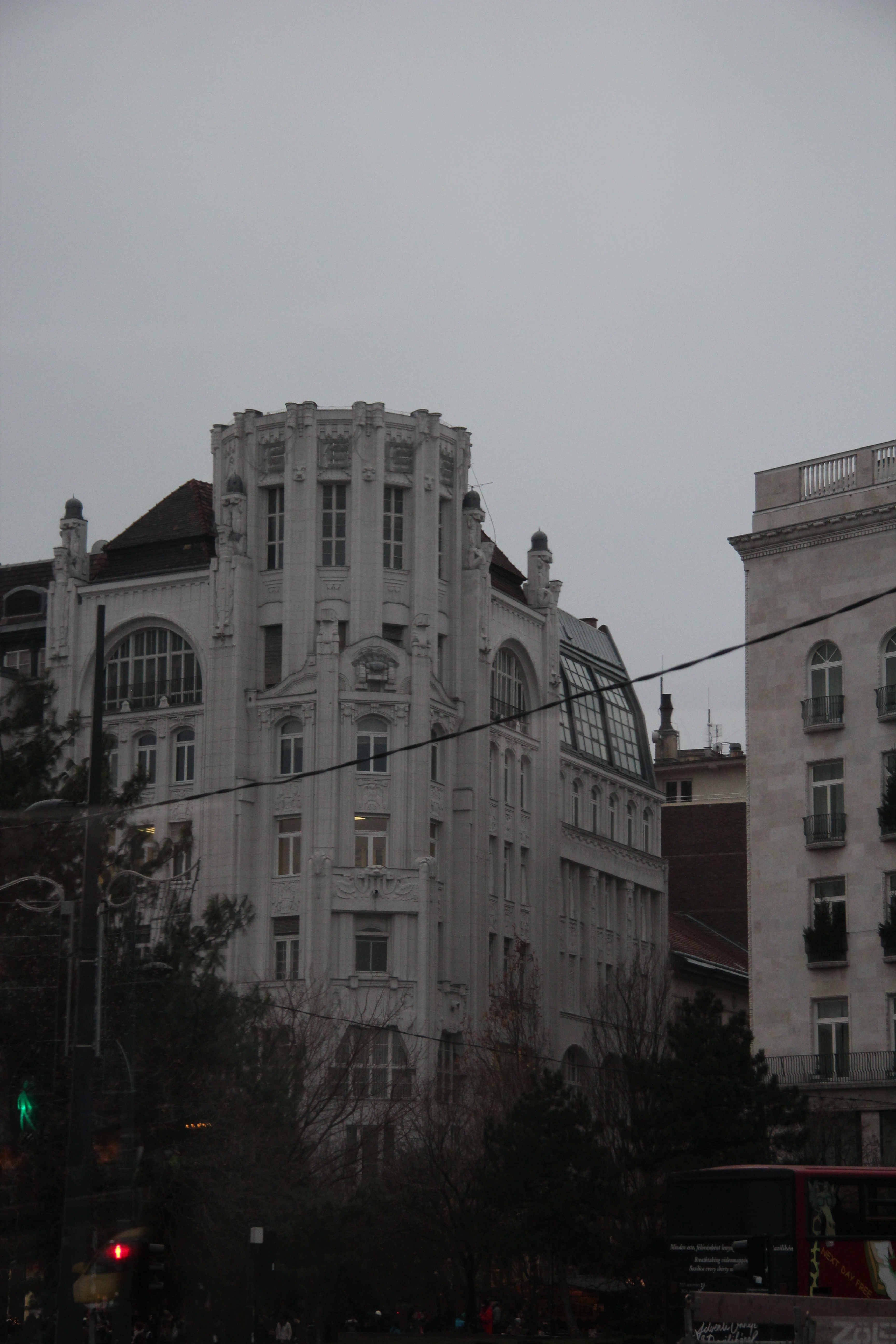
Hotel Méridien
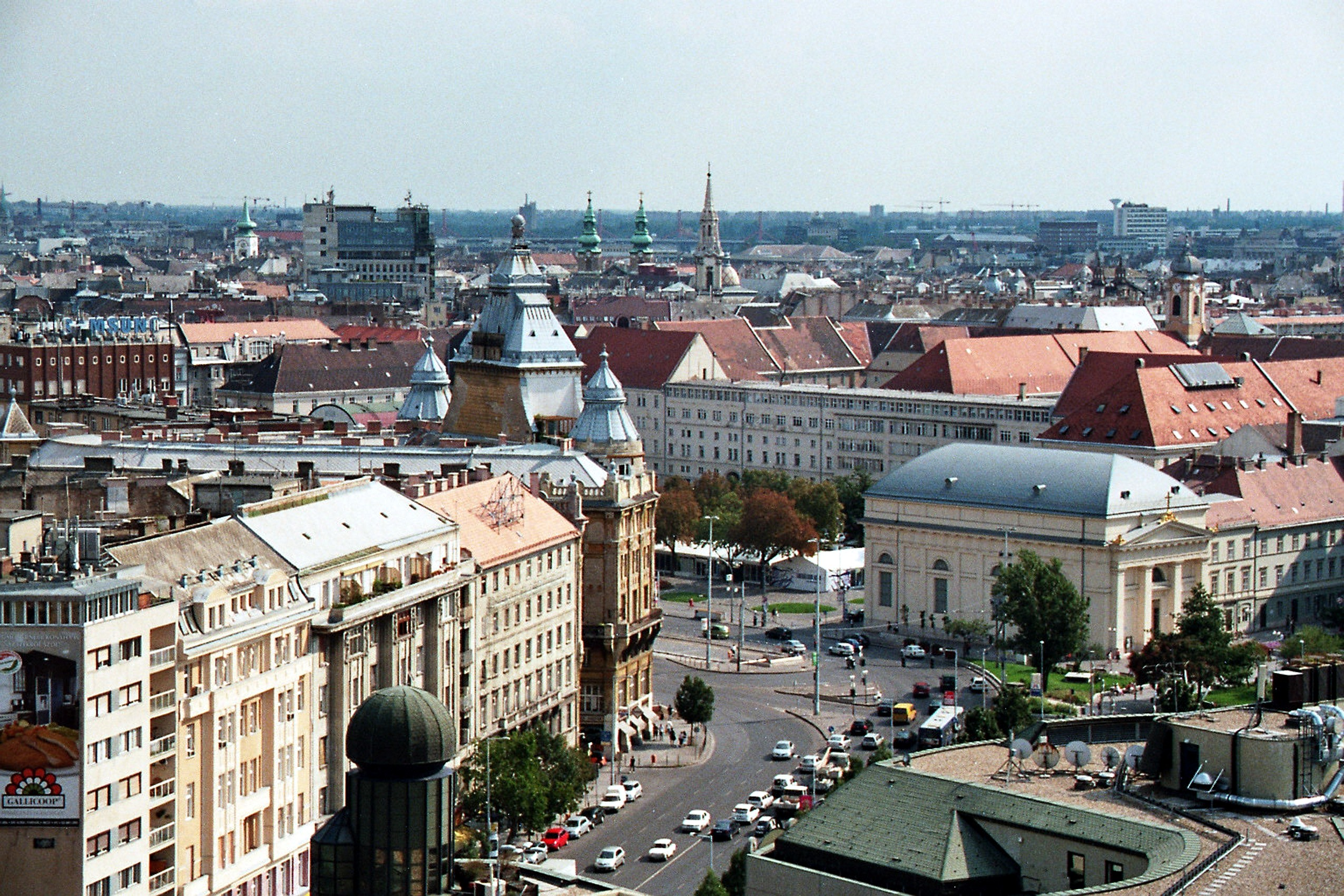
Plac z galerii widokowej bazyliki Św. Istvána
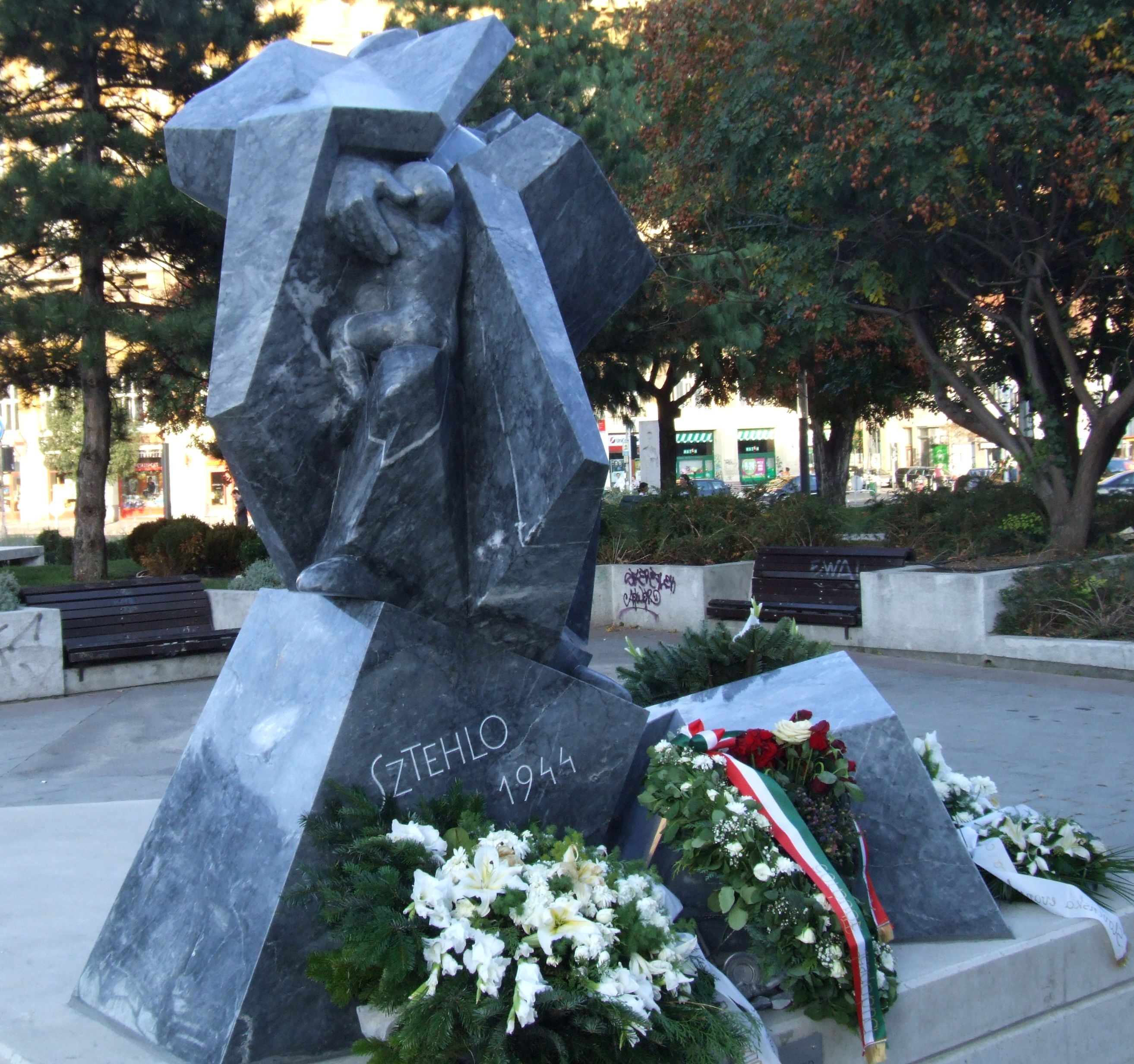
Pomnik Gábora Sztehlo
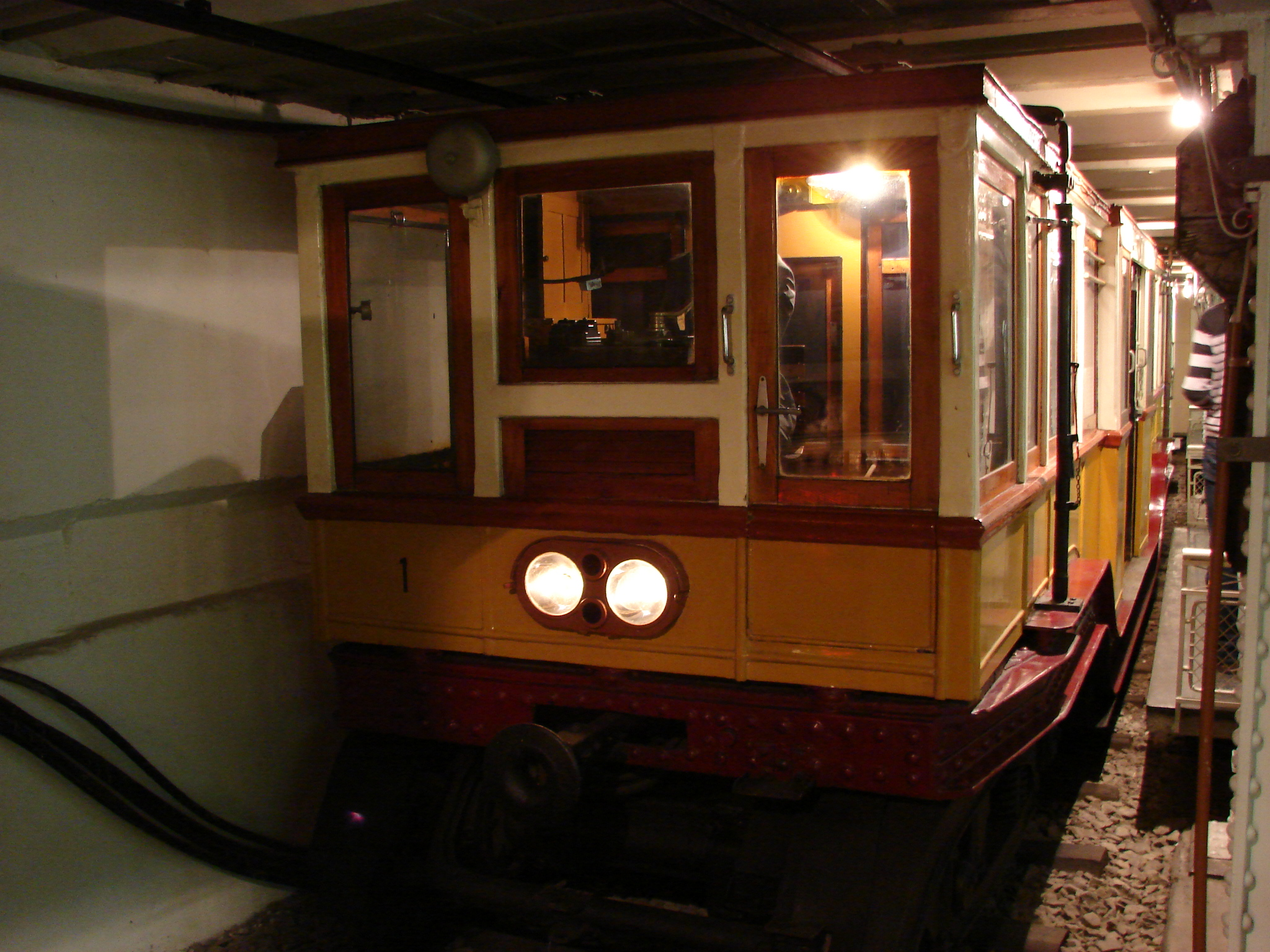
Muzeum Milenijnej Kolei Podziemnej